# Ratkó István
Ratkó István (1943. január 6. – 2012. március 27.) kandidátus, matematikus, a Gábor Dénes Főiskola főiskolai tanára.

## Élete
Ratkó István édesanyja 1949-ben meghalt, a hat testvér ekkor az alkoholista apával maradt. István és húga egy budai állami nevelőintézetbe került, ahol az akkor még fiatal fiú megismerkedett a matematikával, s havi 30 forintos állami gondozott zsebpénzéből rendszeresen megvette a Középiskolai Matematikai Lapokat. Az ezekben található feladatokat megoldva, gyalogosan vitte a megoldásokat a szerkesztőségbe, így spórolta meg a postaköltséget.
Ratkó a gimnáziumot a XII. kerületi Arany János Oktató és Nevelőintézetben végezte el, majd felvették az ELTE matematikus szakára. Itt pénzhiány miatt el kellett fogadnia egy ösztöndíjat, mely azonban tanári szakra szólt, így átiratkozott a matematika-fizika tanári szakra.
1966-ban elvégezte az egyetemet, s a budapesti Berzsenyi Dániel Gimnáziumban kezdett tanítani. A gimnáziumban szerették a tanítványai, akikkel focizni is eljárt. 1978-ig tanított a Berzsenyiben. Az MTA SZTAKI tudományos főmunkatársa volt 1972-1998-ig. Közben , 1978-ban kezdett el az ORFI-nak is dolgozni. Utána a Gábor Dénes Főiskolán, illetve a Számalk Oktató és Konzultációs Központban tanított.
Doktori és kandidátusi értekezéseit a matematika és a számítástechnikai orvosi alkalmazásaiból írta. (Egyetemi doktori 1978, ELTE; Kandidátusi 1985.)
1974 és 1981 között a KöMaL szerkesztőbizottsági tagjaként tevékenykedett.
Ő maga egy 1999-es önéletrajzában írja: "A SZTAKI-ban több, orvosi számítógépes rendszer fejlesztésében vettem részt.
Éveken keresztül szerkesztőségi tagja voltam a Középiskolai Matematikai Lapoknak.
Két féléven keresztül oktattam az ELTE geometria és két féléven keresztül a számítógéptudományi tanszéken. 
Részt vettem az Országos Középiskolai Matematikai Verseny Versenybizottságának munkájában.
Több éven át voltam technikai szerkesztője a Periodica Mathematica Hungarica c. matematikai folyóiratnak.
Tartottam statisztikai tanfolyamokat orvosoknak, biológusoknak (az ORFI-ban és az EGIS gyógyszergyárban).
Közel száz publikációm jelent meg ill. van megjelenőben (könyvek, cikkek, hazai és külföldi előadásanyagok).
Rendszeresen referálok a Mathematical Reviews folyóirat számára."
2012. március 27-én, két héttel szívműtéte után hunyt el. Hamvait 2012. április 27-én temették el a Rákoskeresztúri Új Köztemetőben.

## Könyvek
- Israel Grossman - Wilhelm Magnus: Csoportok és gráfjaik (1972, Műszaki Könyvkiadó; lektor)
- Kratofil Dezső: Algebra példatár (1973, Műszaki Könyvkiadó; lektor)
- Pogáts Ferenc: Trigonometria példatár (1973, Műszaki Könyvkiadó; lektor)
- Baróti György - Ratkó István: Programozott bevezetés a valószínűségszámításba (1974, Műszaki Könyvkiadó)
- Varga Antal - Dusza Árpád: A BASIC nyelv - Fakultatív tankönyv a gimnáziumok III. és IV. osztálya számára (1985, Műszaki Könyvkiadó; lektor)
- Varga Antal - Dusza Árpád: A Basic nyelvű programozás ábécéje (1987, Műszaki Könyvkiadó; lektor)
- A gépjárművezetés egészségügyi kockázata (1988, Népszava Lap- és Könyvkiadó; szerző; "Mozgásszervi betegségek a közlekedési dolgozók anyagában" c. fejezet)
- Dr. Szelezsán János: Matematika-1 - Bevezető fejezetek a matematikából, informatikusoknak (1999, 2000, 2001, 2002, LSi Oktatóközpont; szerkesztő)
- Ratkó István - Szelezsán János - Veres Ferenc: Analízis I-II (2005, Számalk Kiadó; szerkesztő is)
- Dr. Szelezsán János: A számítástudomány alapjai (2006, INOK Kiadó; szerkesztő)